# Yekaterina Yevseyeva
Yekaterina Yevseyeva (née le 22 juin 1988 à Almaty) est une athlète kazakhe, spécialiste du saut en hauteur.
Elle a franchi 1,98 m à Tachkent le 22 mai 2008 mais cette hauteur, reconnue comme record d'Asie est néanmoins qualifiée de « douteuse » (doubtful) par Athletics 2009. The International Track & Field Annual, édité par Peter Matthews, 2009.

## Palmarès
| Date | Compétition                    | Lieu      | Résultat | Marque |
| ---- | ------------------------------ | --------- | -------- | ------ |
| 2005 | Championnats du monde jeunesse | Marrakech | 3e       | 1,85 m |
| 2006 | Championnats du monde juniors  | Pékin     | 3e       | 1,84 m |
| 2007 | Jeux asiatiques en salle       | Macao     | 2e       | 1,88 m |
| 2008 | Championnats d’Asie en salle   | Doha      | 3e       | 1,88 m |
| 2008 | Championnats du monde en salle | Valence   | qual.    | 1,86 m |
| 2008 | Jeux olympiques                | Pékin     | qual.    | 1,85 m |
| 2009 | Universiade                    | Belgrade  | 2e       | 1,91 m |
| 2009 | Championnats du monde          | Berlin    | qual.    | 1,85 m |